# Sintetizzatore
Il sintetizzatore (abbreviato anche in synth dal termine in inglese synthesizer) è uno strumento musicale elettronico che appartiene alla famiglia degli elettrofoni (o artificiofoni). È un apparato in grado di generare segnali elettrici, sotto il controllo di un operatore (non necessariamente un musicista) o di un segnale a bassa frequenza automatizzato. Si tratta di uno strumento che può generare imitazioni di strumenti musicali reali o creare suoni ed effetti non esistenti in natura. Esistono anche sintetizzatori virtuali (VST, AU, RTAS standard lanciato nel 1997), che assolvono a questo compito interamente a livello software e che si appoggiano su schede sonore interne o esterne collegate ad un personal computer.
Il sintetizzatore è generalmente comandato per mezzo di una tastiera simile a quella del pianoforte, comunque non mancano realizzazioni destinate ad essere gestite mediante il fiato, la pressione, le corde di una chitarra o altri tipi di controller di nuova concezione come quelli a raggi infrarossi, a gesti e a onde cerebrali.

## Storia

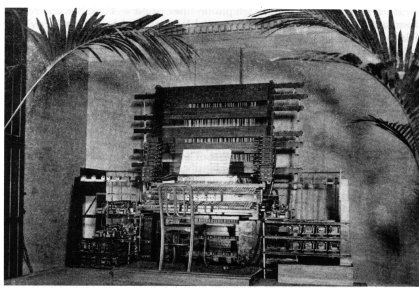
Telharmonium, Thaddeus Cahill 1897

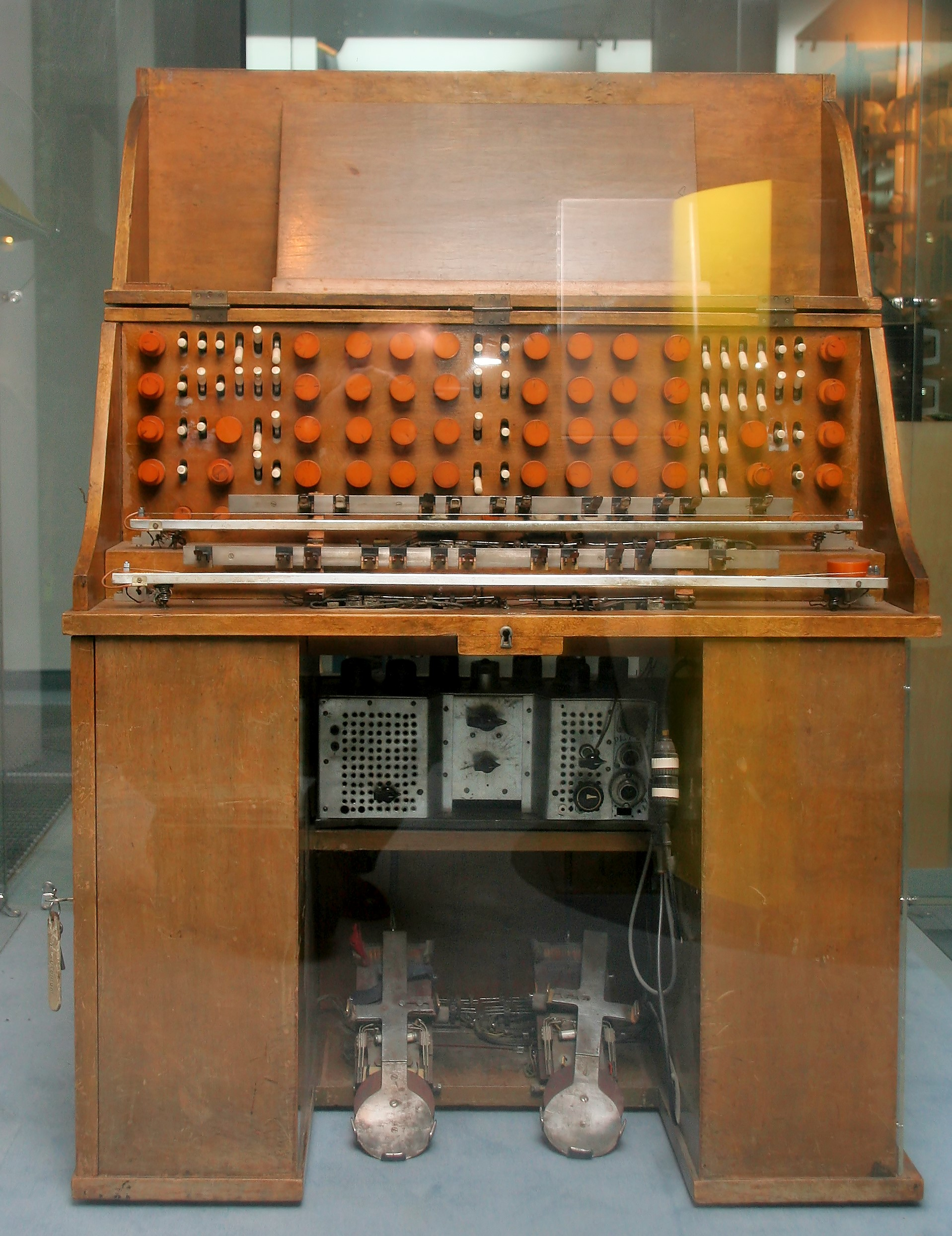
Trautonium, 1928

Le origini del sintetizzatore sono difficili da tracciare, poiché inizialmente la differenza tra questo ed i tradizionali strumenti musicali elettronici è molto flebile.
Il futurismo approdò anche nella musica tramite Luigi Russolo, utilizzando il rumore della quotidianità tramite degli strumenti chiamati intonarumori che erano delle grandi scatole generatrici di rumori di cui si variava l'altezza muovendo una particolare leva. Successivamente si ebbero strumenti quali le onde Martenot e il telharmonium. Nacquero così i primi sistemi elettromeccanici per la produzione di nuovi suoni (nuovi intervalli). Erano essenzialmente dei grandi oscillatori che intonavano il suono a varie altezze, riproducendo tutte le altezze intermedie.
Il primo vero sintetizzatore polifonico fu il Novachord della Hammond Organ Company degli anni quaranta, che però non ebbe particolare fortuna a causa degli alti costi.
Il cinema ha avuto influenza sullo sviluppo della musica elettronica. Il primo strumento elettronico efficiente si ha solo nei primi anni cinquanta con il sintetizzatore di Belar-Olson realizzato negli studi della RCA, frutto di una collaborazione fra scienziati e musicisti. Questo strumento raggruppava degli oscillatori analogici di grandi dimensioni per generare il suono, un modulatore ad anello con l'uscita che è la somma e la differenza delle frequenze d'ingresso e diversi filtri d'elaborazione. Ne resta qualche traccia in una collezione di album dimostrativi prodotti dalla stessa RCA al fine di diffondere le capacità timbriche dell'apparecchio. L'apparecchio era enorme, complesso da manovrare e delicato nella sua manutenzione; la programmazione delle note, del ritmo e delle relative variazioni timbriche avveniva attraverso un lungo nastro di carta perforata che, fatto transitare sotto ad una contattiera a pettine, causava l'apertura o la chiusura dei diversi circuiti. Contrariamente a quanto alcuni credono, il Synthesizer RCA non venne utilizzato nella colonna sonora del film Il pianeta proibito di Fred McLeod Wilcox del 1956; per questo lavoro i coniugi Louis e Bebe Barron realizzarono una circuitazione valvolare originale in grado di produrre timbriche per l'epoca inusitate; probabilmente il lavoro dei Barron per Forbidden Planet rappresenta il primo esempio "nobile" di circuit bending applicato alla produzione sonora.
Tra i primi compositori di musica elettronica ci fu Milton Babbitt che imitò i suoni dell'orchestra usando strumenti elettronici. Particolare importanza ebbe la città tedesca di Darmstadt, sede di riunioni di musicisti dal 1956 al 1961, in cui si tennero dei corsi di fondamentale importanza per il futuro. Tra i partecipanti vi furono: Luigi Nono, Bruno Maderna, Luciano Berio, Domenico Guaccero, Pierre Boulez, Karlheinz Stockhausen, John Cage, Edgard Varèse.
Nascono le prime composizioni che non imitano più il suono di strumenti esistenti, bensì fanno del timbro il parametro principale della musica: "noi possiamo comporre il suono"; si utilizzano così le componenti microscopiche delle onde sonore, mentre fino ad allora si era composto su timbri preesistenti. Anche in America si verifica lo stesso con John Cage che sceglie la casualità nella composizione mentre gli altri coetanei sviluppano la costruzione timbro dopo timbro. In Francia alla fine degli anni cinquanta negli studi della televisione francese ORTF nasce la Musique concrète (Pierre Henry, Pierre Schaeffer), si usano giradischi rallentati ed ogni tipo di nuove sonorità; si sviluppano studi in tutta Europa e in Italia nel 1954 nasce il Centro di Fonologia Musicale della RAI.
Un passo avanti si è verificato negli anni sessanta con l'introduzione di versioni ridotte di sintetizzatori destinati alla creazione di timbriche inusuali, usati da alcuni gruppi di musica progressive; ad esempio i Van der Graaf Generator ed i Pink Floyd.
Verso la fine degli anni sessanta comparvero i primi esemplari di sintetizzatori portatili, fabbricati in piccole serie per impiego nella musica dal vivo; precursori di questa generazione furono Robert Albert Moog e Alan R. Pearlman, rispettivamente fondatori delle più note case produttrici di questi strumenti: Moog Inc. e ARP Instruments.
Il periodo fino alla fine degli anni settanta vide lo sviluppo di strumenti monofonici, ovvero che consentivano di suonare un tasto solo alla volta, con tecnologia esclusivamente a sintesi sottrattiva, sviluppati su scelte progettuali diverse: ad esempio, i sintetizzatori Moog erano largamente apprezzati per il suono sempre leggermente stonato e pertanto molto ricco, mentre i prodotti ARP avevano fama di estrema intonazione e stabilità.
Un'eccezione riguardava il Mellotron, strumento destinato alla riproduzione di suoni naturali preregistrati; esso disponeva di uno spezzone di nastro magnetico per ogni tasto. Lo spezzone non era chiuso ad anello, bensì era lasciato libero entro apposite guide contenute nel mobile sotto la tastiera vera e propria: premendo i tasti si poteva suonare lo strumento originale. Naturalmente una tecnica di questo tipo poteva funzionare soltanto con suoni privi di sostegno, di durata limitata ai pochi secondi trasferibili sui segmenti di nastro magnetico. Lo strumento era polifonico, ovvero che consentiva di suonare più tasti contemporaneamente, e la sua introduzione sul mercato discografico causò un notevole interesse.
Il primo sintetizzatore analogico polifonico prodotto in serie è stato l'Eminent 310, un organo elettronico entrato in produzione nel 1971 e dotato di una sezione di string ensemble (simulazione di orchestra d'archi) molto semplice. Il suo uso più celebre si trova nell'album Oxygène di Jean-Michel Jarre.
È dall'inizio degli anni ottanta che la produzione di sintetizzatori polifonici prese il via. Gli strumenti prodotti comunque presentavano grossi problemi di intonazione e di stabilità nel tempo, oltre ad avere punti deboli nella gestione in contemporanea di oscillatori e filtri.
Uno sviluppo nel senso dell'intonazione giunse dall'industria dei semiconduttori con la produzione di circuiti integrati per la realizzazione di organi elettronici e strumenti analoghi; nei sintetizzatori polifonici del periodo si otteneva la generazione digitale della forma d'onda e si eseguiva la relativa elaborazione analogica sottrattiva; il risultato era una perfetta intonazione dello strumento che però comportava la perdita di corposità del suono a causa della perfetta messa in fase fra i generatori, situazione che non si verifica in un'orchestra o in insieme di strumenti come una sezione d'archi o di ottoni. Infatti in un'orchestra ogni singolo strumento crea il proprio timbro caratteristico indipendentemente dagli altri; l'insieme di questa ricca struttura armonica genera il suono polifonico al quale siamo abituati.
Una soluzione giunse dalla giapponese Roland con le due serie di strumenti Juno e Jupiter che implementavano una filosofia molto interessante: l'utilizzo di generatori analogici mantenuti intonati da un generatore digitale. In questo modo l'intonazione restava propria del sistema digitale, mentre ogni singolo oscillatore poteva produrre la sua forma d'onda in modo asincrono rispetto agli altri, a tutto vantaggio del realismo polifonico.
Altri produttori svilupparono soluzioni in questa direzione: la ARP Instruments produsse l'ARP Omni che impiegava un generatore digitale unico secondo un classico schema da organo elettronico, mentre la tastiera agiva su una serie di formatori d'onda indipendenti. Lo strumento aveva una sezione di string ensemble derivata direttamente dall'Eminent 310 e questa tecnica permise allo strumento il raggiungimento di standard di realismo fino ad allora impensabili. Grande cura fu inoltre dedicata al modulo di effetto chorus che utilizzava tre linee di ritardo in parallelo rigorosamente tarate su tempi primi fra loro per evitare qualunque effetto di periodicità e di artificiosità nell'ascolto.
L'ARP Omni, disponendo inoltre di tre sezioni indipendenti (archi, ottoni, bassi), sia per timbro sia per tecnologia utilizzata rappresenta il primo esperimento in scala industriale di strumento multitimbrico: però la multitimbricità di ARP Omni non permetteva la vera distinzione con timbri diversi su note diverse, ma semplicemente ogni nota produceva tre timbriche diverse contemporaneamente instradate su tre uscite indipendenti (tipicamente archi, brass e basso).
Proseguendo in questa direzione la ARP Instruments, che si trovava in gravi difficoltà finanziarie, cedette Chroma, il suo ultimo progetto, all'americana Fender che lo mise in commercio nel 1982 al prezzo di sedici milioni e mezzo di lire. Il Chroma disponeva di sedici oscillatori analogici, perfettamente intonati come nello stile ARP (impiegando la tecnologia charge-pump), di sedici filtri e sedici amplificatori, tutti controllati mediante un microprocessore, con possibilità di interfacciarsi a un computer Apple per ottenere una vera polifonia multitimbrica; il risultato era ed è del tutto eccezionale sia sotto il profilo tecnico sia sotto il profilo della performance dal vivo.
Una delle caratteristiche dell'utilizzo del microprocessore, oltre al supporto di memorie per i vari timbri a disposizione del musicista, riguarda la generazione delle modulazioni. In un sintetizzatore analogico un modulo a controllo di tensione può essere oggetto di modulazione da parte di più moduli contemporaneamente: Keyboard Follow, oscillatore a bassa frequenza (LFO), ADSR, controlli estemporanei come pedali di espressione e/o Pitch Wheel e così via. In un sistema analogico la somma di tutte queste tensioni variabili porta facilmente a errori e imprecisioni che si traducono in inopportune stonature ed effetti non desiderati dal musicista. Il Chroma simulava tutte queste tensioni sotto forma di numeri eseguendo la somma algebrica dei valori di tutte queste sorgenti modulanti direttamente nei registri del microprocessore senza errore alcuno. Solo il dato finale veniva convertito in valore analogico con un DAC a 12 bit e inoltrato al modulo da controllare; il risultato era quindi molto preciso.
Sempre nel 1982 la giapponese Yamaha segnò un passo importantissimo in questo sviluppo mettendo in commercio il sintetizzatore DX-7 a modulazione di frequenza a 6 operatori; lo strumento suonava splendidamente e forniva suoni di ricchezza e complessità fino ad allora impensabili: campane, molle d'acciaio, violini con l'attacco dell'archetto e così via. La sua comparsa segnò il declino dei numerosi strumenti a sintesi sottrattiva esistenti all'epoca e aprì la strada agli standard della tecnologia digitale.
Pochi anni più tardi fecero la loro comparsa altri tipi di sintesi digitale; in effetti una volta poste le basi per fabbricare in larga scala strumenti gestiti da microprocessori sempre più potenti, risultò assai semplice adottare tecniche innovative per adattarsi alle crescenti esigenze dei musicisti.
La tecnologia RS-PCM implementata nel Roland JV 1080 (1988), che per evitare i suoni opachi e poco incisivi tipici dei numerosi campionatori dell'epoca, utilizza un generatore a sintesi additiva controllato da un profilo descrittivo del suono originale, profilo che poteva risiedere su economiche schedine inseribili. Il risultato è di rara brillantezza e presenza, dovuta alla vera e propria rigenerazione del suono mediante armoniche prodotte all'istante, quindi non riprodotte a partire da campioni memorizzati. Un ulteriore beneficio viene dalla quantità di memoria necessaria per archiviare i suoni o adottarne di nuovi: laddove un campionatore necessita di archiviare le forme d'onda per intero, con grande dispiego di memoria, la tecnica RS-PCM richiede soltanto di memorizzare il modo (il profilo) con cui la sintesi additiva deve essere articolata. Questa tecnica è tuttora utilizzata nei pianoforti digitali della stessa Casa.
Uno dei primi successi di musica leggera italiana in cui viene usato il sintetizzatore è "Amore Grande Amore Libero" de Il Guardiano Del Faro. Il sintetizzatore viene usato per alcune canzoni italiane di successo, in particolare nei brani dei Pooh, Cesare Cremonini, Franco Battiato, Area, Gianni Togni, Angelo Branduardi, Jovanotti, Enrico Ruggeri, Gianluca Grignani, Ron, Umberto Tozzi, Alice, Raf, PFM, New Trolls, Nomadi. Tra le sigle arrangiate con questo strumento, viene ricordata la sigla di testa e di coda dell'edizione della notte e la sigla di coda dell'edizione della mattina del TG5.
Nel corso degli anni il sintetizzatore ha trovato un sempre maggior riscontro nella produzione di musica elettronica e non solo. Con la diffusione di studi di registrazione casalinghi le più note case costruttrici di synth hanno reso sempre più accessibile l'acquisto di questi, introducendo nuovi modelli dai costi meno elevati di un tempo. Dagli anni 2000 cominciano a diffondersi versioni software di sintetizzatori virtuali (VST) utilizzabili con il computer, in concomitanza con il recente passaggio al digitale negli studi di registrazione.

## Tecnica

### Sintesi sottrattiva
Da un generatore di segnale con elevata produzione di armoniche (ad esempio onda quadra, onda triangolare, dente di sega, etc) si interviene con un sistema di filtri allo scopo di modificare il timbro e quindi la forma d'onda. Esempi di sintesi sottrattiva si possono ritrovare anche negli strumenti musicali tradizionali dove la selezione del timbro è ottenuta in maniera meccanica tramite la cassa armonica come nella chitarra o nel violino. Inoltre è possibile variare la frequenza del filtro (cut off) e il fattore di merito Q (Peak o resonance) tramite opportuni controlli. I filtri possono essere realizzati con tecnologia analogica (reti RC o componenti discreti) oppure tramite processore di segnale digitale (DSP). Altri parametri fondamentali nella catena di sintesi analogica sono l'inviluppo (ADSR), il controllo del volume (VCA) e gli effetti di vibrato (LFO). I primi sintetizzatori a sintesi sottrattiva erano implementati tramite sistemi modulari analogici dove era possibile interconnettere e controllare ogni modulo a piacimento. In seguito sono stati sviluppati i primi sintetizzatori normalizzati dove l'utente poteva scegliere fra alcune configurazioni di base scelte dal costruttore. Una grande rivoluzione è stata l'implementazione della sintesi sottrattiva nel dominio digitale, dove un semplice DSP può sostituire le funzioni di centinaia di moduli analogici. Alcuni esempi di celebri sintetizzatori analogici a sintesi sottrattiva sono i sistemi modulari Moog, i giapponesi Korg Monopoly e Roland Jupiter-8, e gli americani Arp 2600 e Sequential Circuits prophet 5. Tra i sintetizzatori digitali a sintesi sottrattiva vi sono il Clavia Nord Lead, il Roland JP8000 e il Korg MS 2000.

### Sintesi additiva
Partendo dal presupposto per il quale il timbro caratteristico di un dato strumento è prodotto dalla fondamentale più una determinata distribuzione delle armoniche, è possibile ricreare un suono naturale partendo dalla somma di un certo numero di frequenze fondamentali (segnali sinusoidali) e distribuendole nello spettro sonoro. Questa tecnica, pur permettendo teoricamente di riprodurre qualsiasi suono esistente, in realtà è di estrema complessità; infatti al contrario di quanto accade nella sintesi sottrattiva dove si agisce su un consistente numero di armoniche già patrimonio del segnale grezzo originale, nella sintesi additiva si ha la necessità di controllare separatamente un numero elevatissimo di componenti che molto probabilmente andranno modulate individualmente per ottenere una risposta convincente all'ascolto. Si tratta pertanto di una tecnica complessa che non ha incontrato molto successo nella produzione industriale di strumenti musicali elettronici, con la notevole eccezione dei vari tipi di organi elettronici, però è interessante nell'ambito della ricerca.

### Sintesi granulare
Sistema di sintesi del suono che si basa su una concezione corpuscolare del suono; questo viene quindi generato mediante lo sviluppo di grani sonori che vengono poi sommati per generare suoni complessi.

### Modulazione di Frequenza e di Fase
Sperimentata da John Chowning presso il centro CCRMA della Stanford University, questa tecnica è divenuta di grande popolarità tramite una fortunata serie di sintetizzatori prodotta dalla giapponese Yamaha a partire dal 1982. Il concetto parte dalla possibilità di modulare in banda audio la frequenza di una fondamentale mediante un altro segnale. Il segnale modulante era puro, cioè sinusoidale, nelle prime versioni commerciali Yamaha per poi diventare di complessità differente nelle implementazioni successive. Per effetto della modulazione il segnale modulato modifica la sua fase in funzione del segnale modulante, perdendo così la caratteristica di segnale puro e arricchendosi di nuove armoniche; il risultato è estremamente variabile in funzione del rapporto aritmetico fra le frequenze e dell'ampiezza del segnale modulante: maggiore è l'ampiezza del segnale modulante, maggiore sarà la distribuzione di armoniche nel segnale fondamentale. Ciò permette di ottenere timbriche di eccezionale verosimiglianza, soprattutto operando con combinazioni di più generatori (nel caso di Yamaha, fino a sei nel sintetizzatore DX-1) e operando sullo schema di combinazione dei generatori (detti operatori), sull'inviluppo di ampiezza e di frequenza degli stessi.
Questo procedimento è molto più vicino alla generazione naturale del suono di quanto si immagini; ad esempio nel momento in cui il suono viene prodotto con una chitarra acustica, la corda viene spostata dal suo stato di quiete e rilasciata: ciò provoca un'oscillazione della corda corrispondente alla sua fondamentale, sommata allo "sforzo" del pizzico. In questo esempio la fondamentale della corda è l'oscillatore modulato e l'andamento nel tempo della componente del pizzico rappresenta l'oscillatore modulante. L'ampiezza di entrambi decade con l'andare del tempo fino al naturale smorzamento del suono, quindi si delineano due differenti curve di inviluppo per i due generatori. Il suono risultante sarà pertanto diversamente colorato in funzione dell'intensità e della modalità (dita o plettro) del pizzico.
Un esempio ancora più evidente lo si trova nella tecnica slap per il basso elettrico o nelle varianti del pianoforte acustico (piano elettrificato Yamaha, piano a puntine). Nel caso degli archi è lo sfregamento dell'archetto sulla corda a creare la componente modulante. Non a caso le modulazioni di frequenza e di fase danno risultati eccellenti nella riproduzione proprio di queste categorie di strumenti.

### Campionamento
Un segnale audio può essere registrato sia in modo analogico su un supporto magnetico, sia in modo digitale effettuando una misurazione a campioni della sua ampiezza nel dominio del tempo e riportandone i valori in un elaboratore sotto forma di numeri (campionamento PCM). Se la frequenza di campionamento è sufficientemente elevata (almeno 2 volte la massima frequenza contenuta nel segnale da campionare secondo il Teorema del campionamento di Nyquist-Shannon), il segnale audio può essere così trasferito nella memoria di un elaboratore e successivamente riprodotto procedendo alla sua rigenerazione inviando, con velocità costante, i valori misurati ad un Convertitore digitale-analogico (DAC) che fornisce la tensione analogica in uscita destinata ad essere amplificata ed ascoltata.
Realizzando un registratore digitale di questo tipo è possibile ottenere una riproduzione eccezionalmente realistica dei suoni con ampiezza costante (es. organo, strumenti a fiato, archi), un po' più complessa invece la riproduzione dei suoni con un andamento variabile nel tempo, come nel caso del pianoforte, degli strumenti a corde pizzicate e delle percussioni.
Un campionatore deve necessariamente fornire le opportune possibilità di agire sul segnale campionato per modificare la distribuzione delle armoniche e dell'ampiezza nel tempo in modo da restituirgli quella naturalezza corrispondente allo strumento originario.

### Il Controllo in Tensione (C.V)
Una certa quantità di parametri da controllare (intonazione, frequenza dei filtri, ampiezza del segnale, andamento nel tempo e così via) richiederebbe un'operatività estremamente articolata per poter suonare un sintetizzatore in tempo reale; infatti i primi esperimenti erano realizzati sfruttando la registrazione multitraccia per poter ascoltare insieme il prodotto di più sessioni di registrazione; successivamente si pensò di poter controllare tutti questi parametri per mezzo di una tensione variabile: il musicista modificava una tensione ruotando una manopola e una serie di oscillatori poteva variare tutta insieme la sua intonazione. Un secondo problema riguarda la riproduzione delle armoniche nello spettro dell'esecuzione musicale; un sintetizzatore a sintesi additiva con filtro regolato per produrre un suono di trombone alle basse frequenze, produce un suono via via più flebile man mano che ci si avvicina alle note più alte poiché il filtro ha una frequenza fissa e non si adatta al nuovo segnale che lo attraversa. L'adozione del V.C. ha permesso di realizzare il Keyboard Follow, ovvero una tensione che varia con la posizione del tasto premuto sulla tastiera, tensione che altera contemporaneamente la frequenza dell'oscillatore controllato in tensione (VCO, Voltage-controlled oscillator) per intonare la nuova nota e il filtro (Voltage-controlled filter, VCF) per adattarlo alla nuova frequenza ed estrarre le armoniche nel modo opportuno. Una terza implementazione del sistema a controllo di tensione riguarda l'unità di amplificazione del suono (VCA, Voltage Controlled Amplifier), permettendo di creare suoni con intensità programmabile e variabile nel tempo.

### Generatori a bassa frequenza (LFO, Low Frequency Oscillator; modulazione periodica)
Per fornire un effetto piacevole ed espressivo al suono di una forma d'onda filtrata in modo statico da un sistema di filtri si possono sommare oscillazioni periodiche a frequenza subsonica (es. da 0 a 10 Hz) alla tensione che controlla l'oscillatore, il filtro e/o l'amplificatore d'uscita. Gli effetti così ottenuti prendono il nome di vibrato quando il LFO modula la frequenza di lavoro del VCO, tremolo quando il LFO modula l'ampiezza del VCA, mentre la modulazione del filtro (VCF) permette di creare effetti del tipo "wah-wah".

### Generatori di Inviluppo (modulazione aperiodica o transitoria)
Una caratteristica importante del suono di qualsiasi strumento musicale è l'espressione, ovvero la possibilità che il musicista ha di indurre lo strumento a variare un poco la timbrica, l'intensità e anche l'intonazione durante l'esecuzione per rendere il suono più gradevole: ad esempio nell'esecuzione di una sonata per pianoforte o di un assolo di violino le variazioni di intensità, di ricchezza acustica e il vibrato permettono di sottolineare alcuni passaggi, trasmettendo una determinata emozione all'ascoltatore.
Nel caso dei sintetizzatori si può intervenire su vari parametri, ma resta sempre il problema delle esecuzioni dal vivo che richiederebbero una squadra di tecnici per manovrare tutti i controlli nel modo e nella sequenza desiderate dall'esecutore. Inoltre molte di queste variazioni seguono uno schema fisso: per esempio l'attacco in crescendo di una sezione d'archi è sempre uguale per ogni tasto che viene premuto.
Per riprodurre questo genere di modulazioni non periodiche si ricorre a generatori programmabili di transitori di tensione in modo da generare il medesimo profilo della grandezza controllata a istanti preimpostati: alla pressione del tasto il generatore di transienti genera una tensione crescente che raggiunge il suo massimo per poi decadere ad estinguere l'effetto dopo il rilascio del tasto (coda, filtro passa-basso che diminuisce la frequenza di taglio, oscillatore che stona leggermente e così via).
Esistono in genere diversi schemi di generatore di transienti o di inviluppo) AR, ADSR, AHDSR, AHDBDR e molti altri. L'AR (Attack, Release) definisce il tempo di salita della tensione alla pressione del tasto e il tempo di discesa al suo rilascio ed è adatto a iterazioni semplici quali archi, fiati e voci.
ADSR (Attack, Decay, Sustain, Release) permette di creare un transitorio più vicino a strumenti caratterizzati da un attacco specifico (pianoforte, tromba, percussioni): alla pressione del tasto la tensione di controllo sale in un tempo definito dal parametro Attack fino al picco massimo fisso, subito dopo la tensione scende con la velocità definita dal parametro Decay fino a stabilizzarsi sul valore impostato dal parametro Sustain, infine al rilascio del tasto la tensione torna a zero in un tempo definito dal parametro Release.
Quelli più complessi come AHDSR (Attack-Hold-Decay-Sustain-Release) e AHDBDR (Attack-Hold-Decay-Breakpoint-Decay-Release) sono meno diffusi, ma cominciano diffondersi nei più evoluti sintetizzatori assieme alla possibilità di creare inviluppi completamente personalizzati.

### Distorsione di fase - Phase Distortion
Presente nei sintetizzatori CASIO della serie CZ, sul mercato a partire dal 1984, è una differente implementazione di un principio analogo alla sintesi FM tipica della serie DX della Yamaha. È decisamente più impegnativa per l'utente in sede di programmazione.
La più semplice configurazione per la sintesi FM, che non è dominio esclusivo delle macchine digitali, prevede che vi siano due oscillatori di cui uno prende il nome di modulatore e l'altro di carrier. Per comodità del programmatore nelle macchine digitali questi oscillatori sono ordinati in blocchi con generatori di inviluppo, mixer e amplificatori, che prendono il nome di operatori. Questi possono essere collegati tra loro in varie configurazioni utilizzando gli algoritmi, una sorta di patch prestabilite analogamente a quanto si farebbe in un sintetizzatore analogico modulare. Per prevedere con certa precisione la variazione del contenuto armonico in base ai valori inseriti, il sintetista deve possedere alcune nozioni di matematica non proprio elementari, quali per esempio le funzioni di Bessel.
Inoltre all'interno del DX7, in vendita a partire dal 1983, in ognuno dei sei operatori era implementata la sola forma d'onda sinusoide ed erano disponibili vari algoritmi. Diversamente nella distorsione di fase, sebbene gli oscillatori in gioco siano solo due e l'uno possa modulare l'altro, dalle loro tavole possono essere lette onde molto più complesse delle semplici sinusoidi un po' come nel TX81Z, macchina a quattro operatori sul mercato a partire dal 1986. Esistono sistemi FM Synclavier che arrivano a gestire fino a dodici operatori.
Dalla variazione della lettura dei dati dalle tavole deriva il caratteristico suono della serie CZ, capace di emulare senza troppi calcoli per il programmatore anche il comportamento dei filtri risonanti grazie a delle funzioni a "finestra" che consentono una variazione del contenuto armonico di partenza, enfatizzando certe frequenze, anche con un solo oscillatore, e non due operatori come nella sintesi FM.

## Elenco di sintetizzatori a sintesi sottrattiva
- Moog Modular
- Minimoog
- ARP Odyssey
- ARP Axxe
- ARP Pro-DGX
- ARP Chroma
- Arturia MiniBrute
- Roland serie Jupiter
- EMS VCS3
- Elka Synthex
- Farfisa Sound Maker 11122E
- Nord Lead
- Novation Bass Station II
- Oberheim OB-Xa
- Sequential Circuits Prophet 5
- Sequential Circuits Prophet 600
- Yamaha CS80
- Korg MS-10
- Korg Polysix
- Korg Minilogue
- EMS AKS-Synthi A
- Polivoks
- Commodore SID
- Novation Peak

## Elenco di sintetizzatori a sintesi additiva
- Kawai K5
- Digital Keyboards Synergy
- NED Synclavier
- Technos Acxel Resynthesizer

## Elenco di sintetizzatori a sintesi FM
- Yamaha DX7
- Yamaha GS1
- Korg DS-8
- Elka EK-44
- Korg Opsix
- Korg Volca FM
- Casio VZ-10M

## Macchine ibride
- Yamaha SY22 - PCM 12bit + FM 2op - vettoriale
- Sequential Circuits Prophet VS - PCM 12bit + filtri analogici - vettoriale
- Ensoniq SQ80 - PCM 8bit + filtri analogici + AM
- Korg Poly800 - DCO + sintesi additiva rudimentale + filtro analogico
- Korg Wavestation - Wavesequence + filtro digitale non risonante - vettoriale
- PPG Wave2 - Wavetable + filtri analogici
- Yamaha FS1R - FM 8op + Formant Synthesis
- Korg Z1 - MOSS - vettoriale
- Korg DSS-1 - Sampler 12bit + sintesi additiva + filtro analogico
- Roland D50 - Virtual Analog + PCM 8bit
- Kawai K1 - PCM 8bit + AM - vettoriale
- Kurzweil K2600 - VAST
- Waldorf Blofeld - sintesi wavetable, sintesi sottrattiva, sintesi FM, DCO
- Arturia Microfreak - sintesi wavetable e digitale + filtro analogico